# Сожжённая карта (фильм)
«Сожжённая карта» (яп. 燃え尽きた地図) — кинофильм режиссёра Хироси Тэсигахары, вышедший на экраны в 1968 году. Экранизация одноимённого романа японского писателя Кобо Абэ. Это третья часть трилогии, снятой Хироси Тэсигахара по романам Кобо Абэ: «Женщина в песках» (1964) — «Чужое лицо» (1966) — «Сожжённая карта» (1968).

## Сюжет
Частный детектив был нанят женщиной, чтобы найти её бесследно пропавшего мужа. С самого начала детектив сталкивается с ситуацией, когда никто в окружении пропавшего — в семье и на работе — не хочет его найти, а только узнать причину исчезновения. На пути детектива то и дело неожиданно возникает работающий на мафию брат женщины, которого вскоре убивают в бандитских разборках. В результате детектив теряет работу, его избивают, и он теряет память.

## В ролях
- Синтаро Кацу — детектив
- Эцуко Итихара — жена пропавшего
- Осаму Окава — брат жены
- Киёси Ацуми — Тасиро
- Тамао Накамура — жена детектива
- Киндзё Син — владелец кофейни